# المحيط الرياوي
كان المحيط الرياوي محيطًا يفصل بين قارتين قديمتين رئيسيتين، هما غندوانا ولوراسيا (لورنشيا-بلطيقيا-أفالونيا). وهو أحد المحيطات الرئيسية في حقبة الحياة القديمة، وتمتد درزاته اليوم لمسافة 10000 كيلومتر (6200 ميل) من المكسيك إلى تركيا، وأدى إغلاقه إلى تجميع القارة العظمى بانجيا وتكوين جبال فاريسكان-أليغينيان-أواتشيتا.
سمي المحيط نسبة إلى ريا.